# Ronny Listner
Ronny Listner est un bobeur allemand, né le 20 juillet 1979.

## Palmarès

### Championnats monde
- : médaillé de bronze en bob à 4 aux championnats monde de 2008.